# Nem chạo

Nem Phùng, Đan Phượng, Hà Nội

Nem chạo, hay còn gọi là nem thính, là một món ăn phổ biến trong ẩm thực ở các tỉnh miền Bắc Việt Nam. Thành phần của món ăn này gồm có bì thái sợi, chút thịt mỡ luộc và thính gạo.
Giống như món nem chua hay nem nướng, ngoài là một món nhậu, nem chạo cũng vẫn rất thích hợp khi thưởng thức trong bữa cơm bình thường. Nem chạo được ưa chuộng không chỉ bởi hương vị lạ miệng kích thích vị giác, mà còn là do quá trình chế biến không mất quá nhiều thời gian, lại có thể dùng làm món ăn chính hoặc phụ đều được.

## Quy trình thực hiện
- Nguyên liệu:
  - Bì lợn, thịt nạc, mỡ phần, thính gạo
  - Lá chanh, ớt, tỏi, riềng
  - Lá giong, lá chuối
  - Các loại rau, lá ăn kèm: lá sung, lá mơ, lá đinh lăng, rau thơm,... tùy sở thích
  - Gia vị: rượu, đường, hạt tiêu, nước mắm, muối, bột ngọt,...
- Sơ chế nguyên liệu:
  - Bì lợn, thịt nạc, mỡ phần đem ngâm nước muối rồi rửa lại với nước sạch. Riêng phần bì lợn cần phải cạo sạch lông nếu có
  - Bắc nồi nước lên bếp và luộc chín bì lợn, thịt nạc và mỡ phần rồi ngâm vào nước đá làm nguội
  - Vớt thịt ra để riêng từng loại và cắt thành từng miếng nhỏ, riêng bì thái thành từng sợi
  - Mỡ phần đem ướp cùng một ít rượu, đường để mỡ thêm trong và giòn hơn
  - Thịt lợn ướp cùng ít nước mắm, riềng, tỏi giã nhỏ, bột ngọt khoảng 10 – 15 phút cho ngấm gia vị
- Chế biến:
  - Đun sôi một ít dầu trên chảo, cho thịt vào chiên và đảo cho đến khi vàng đều các mặt
  - Trộn đều bì, thịt heo, mỡ phần, thính gạo, ớt cắt khoanh nhỏ, lá chanh cắt sợi, tiêu xay, đường, ít nước cốt chanh trong một cái bát lớn
- Trình bày:
  - Cho món nem chạo ra dĩa, trình bày và trang trí tùy thích, ăn kèm với các loại rau và bát nước mắm ớt